# Tommaso De Pra
Tommaso de Pra (Mortara, 16 de desembre de 1938) és un ciclista italià, ja retirat, que fou professional entre 1963 i 1971. En el seu palmarès destaquen una victòria d'etapa al Tour de França de 1966, que li serví per vestir el mallot groc de líder durant una etapa, i una etapa a la Volta a Espanya de 1968.

## Palmarès
- 1965
  - 1r a la Copa Agostoni
- 1966
  - Vencedor d'una etapa al Tour de França
- 1967
  - 1r al Trofeu Colzani
  - Vencedor d'una etapa a la Volta a Suïssa
  - Vencedor d'una etapa a la Tirrena-Adriàtica
- 1968
  - 1r al Circuit de Felino
  - 1r al Circuit dels Assos
  - Vencedor d'una etapa a la Volta a Espanya

### Resultats al Giro d'Itàlia
- 1965. 55è de la classificació general
- 1967. 68è de la classificació general
- 1968. 53è de la classificació general
- 1969. 72è de la classificació general

### Resultats al Tour de França
- 1966. Abandona (16a etapa). Vencedor d'una etapa
- 1971. Abandona (10a etapa)

### Resultats a la Volta a Espanya
- 1968. Abandona. Vencedor d'una etapa